# مار (فیلم)
مار فیلمی به کارگردانی مجید جوانمرد و نویسندگی عبدالحی شماسی ساختهٔ سال ۱۳۷۰ است.

## خلاصه داستان
معرکه‌گیری ورشکسته در یک آبادی دورافتاده در مقابل واگذاری با ارزش‌ترین موجودی زندگیش ـ گردنبند طلای همسرش ـ به مردی غریبه و ژنده‌پوش و عجیب، یک مار کبرای کم‌نظیر به دست می‌آورد. مار کبری فرزند کوچک معرکه گیر را نیش می‌زند و باعث مرگ او می‌شود. همسر معرکه گیر نیز او را ترک می‌کند. مار کبری به وسیلهٔ غریبه ژنده‌پوش به سرقت می‌رود و معرکه‌گیر که با اعتراض اهالی به تصور فرار مار روبروست از آبادی اخراج می‌شود. وی پس از مدتی سرگردانی با چوپانی پیر آشنا می‌شود و چوپان تدریجاً راه و رسم زندگی درست را به او می‌شناساند و مرد که فرصت تازه‌ای به دست آورده، کنار همسرش زندگی دیگری را آغاز می‌کند.